# Prełuki
Prełuki (Przełęczki 1557, Pryłuki (1867), w latach 1977–1981 Przełęcz) – osada w gminie Komańcza województwie podkarpackim, powiecie sanockim. Miejscowość leży nad rzeką Osławą.
Wieś prawa wołoskiego w latach 1551–1600, położona w ziemi sanockiej województwa ruskiego.  Od 1772 należały do cyrkułu leskiego, a następnie sanockiego w Galicji. W połowie XIX wieku właścicielem posiadłości tabularnej w Prełukach był Alfred Lubaczewski. W 1905 Józef Mikołaj Potocki posiadał we wsi obszar głównie leśny 337 ha, a w 1911 posiadał 298 ha.
W roku 1898 wieś liczyła 356 mieszkańców oraz 48 domów.
Do 1914 powiat sądowy Sanok, gmina Bukowsko.
Parafia łacińska w Bukowsku do 1947 r. funkcjonowała tu również szkoła oraz parafialna cerkiew greckokatolicka. Powierzchnia wsi wynosiła 8,42 km². Przebiegają tędy tory nieużywanej już kolejki wąskotorowej. Od listopada 1918 do stycznia 1919 Republika Komańczańska.
Szlaki piesze
- Tokarnia (778 m n.p.m.) – Przybyszów – Kamień (717 m n.p.m.) – Komańcza – Prełuki – Duszatyn – Jeziorka Duszatyńskie – Chryszczata (997 m n.p.m.) (Główny Szlak Beskidzki)
- Szlak śladami dobrego wojaka Szwejka

Prełuki
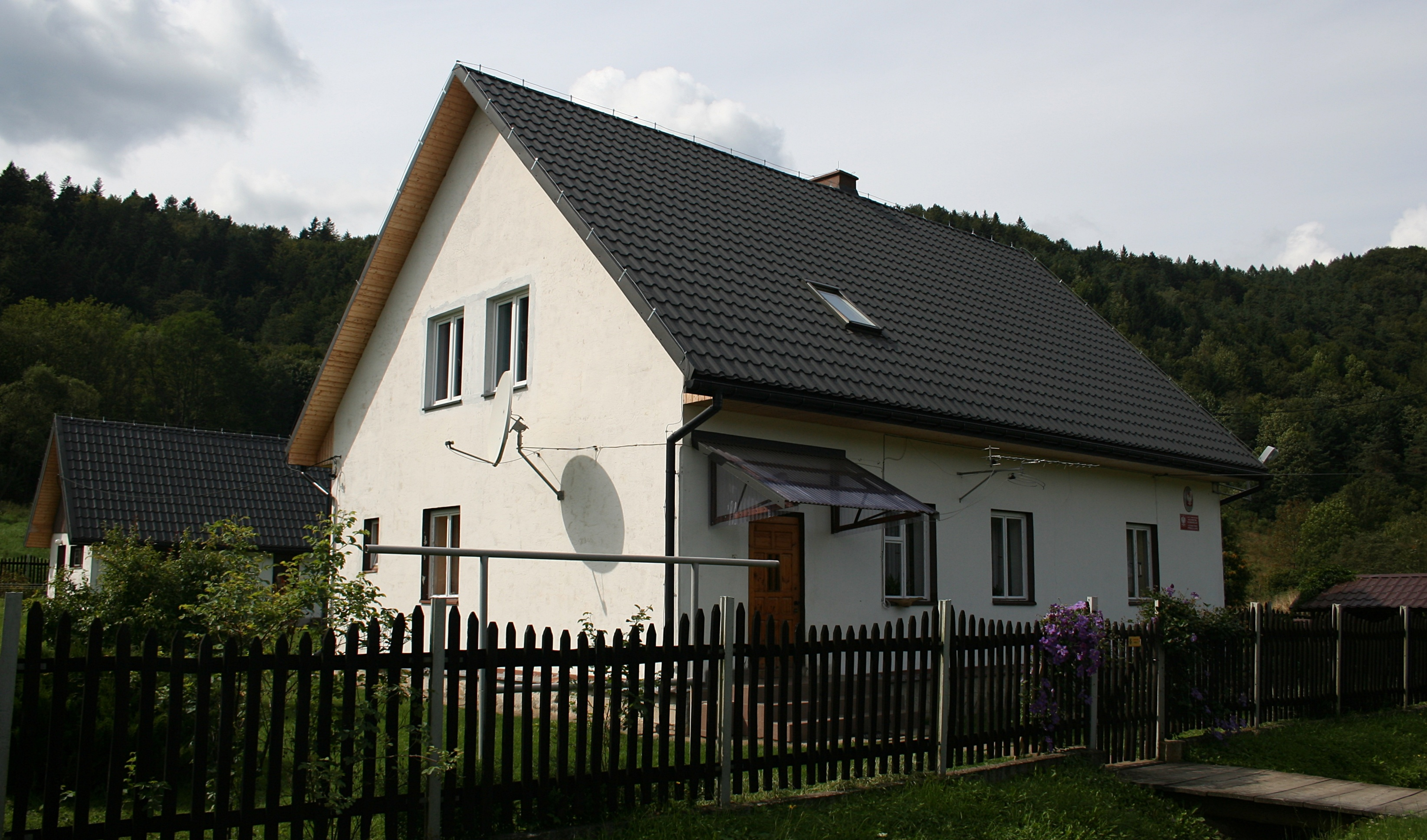
Leśniczówka w Prełukach
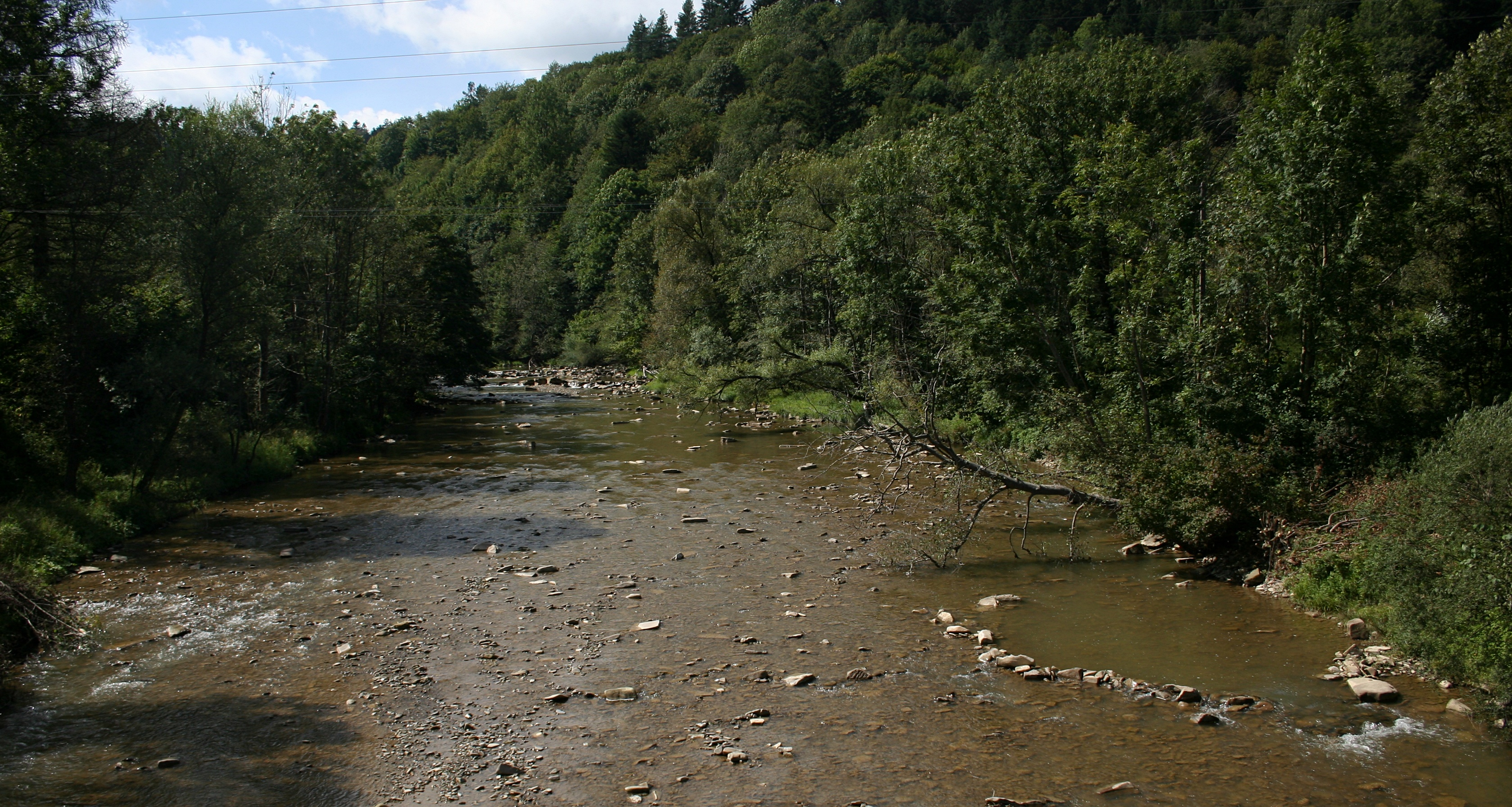
Rzeka Osława
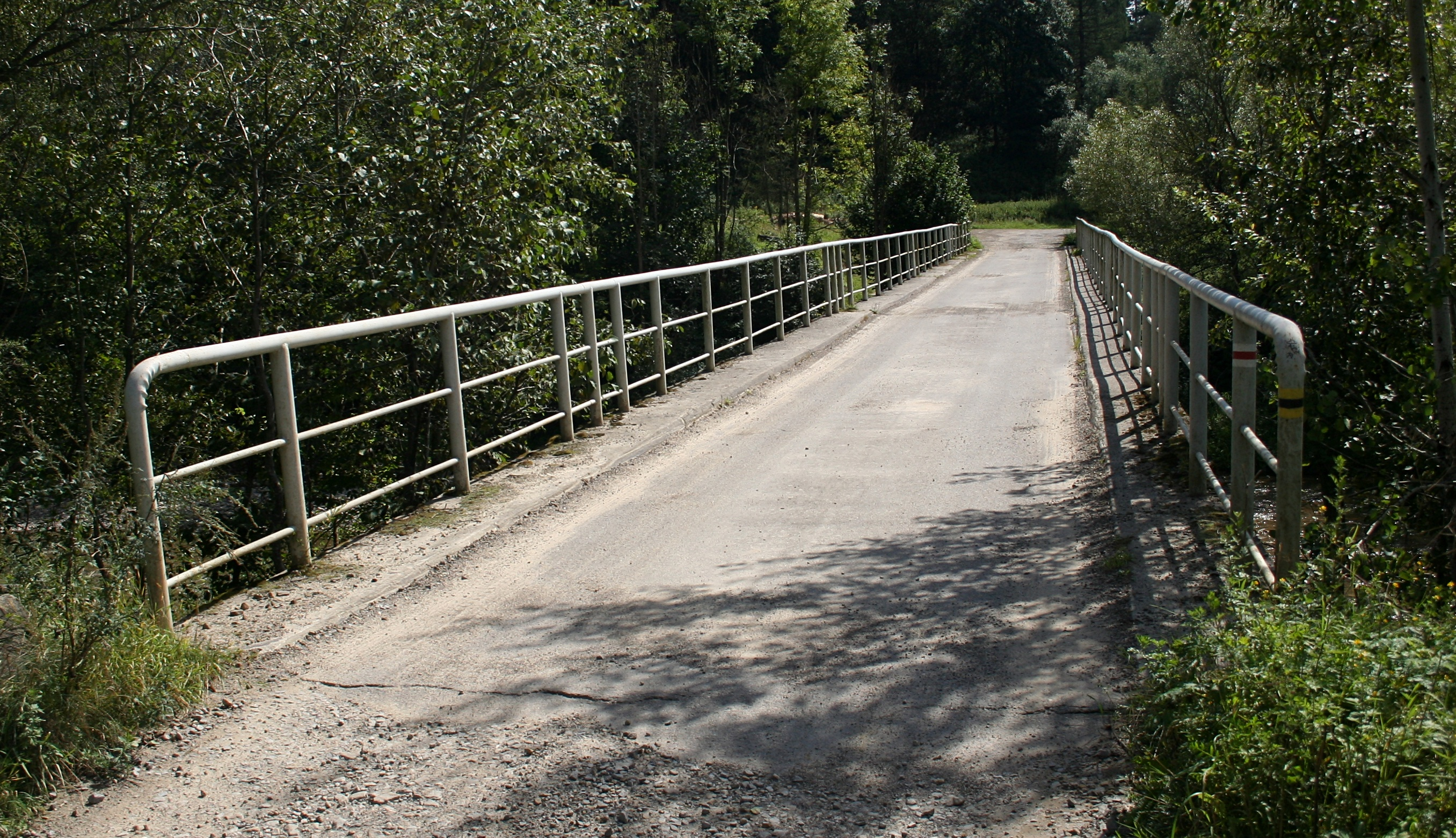
Most nad Osławą
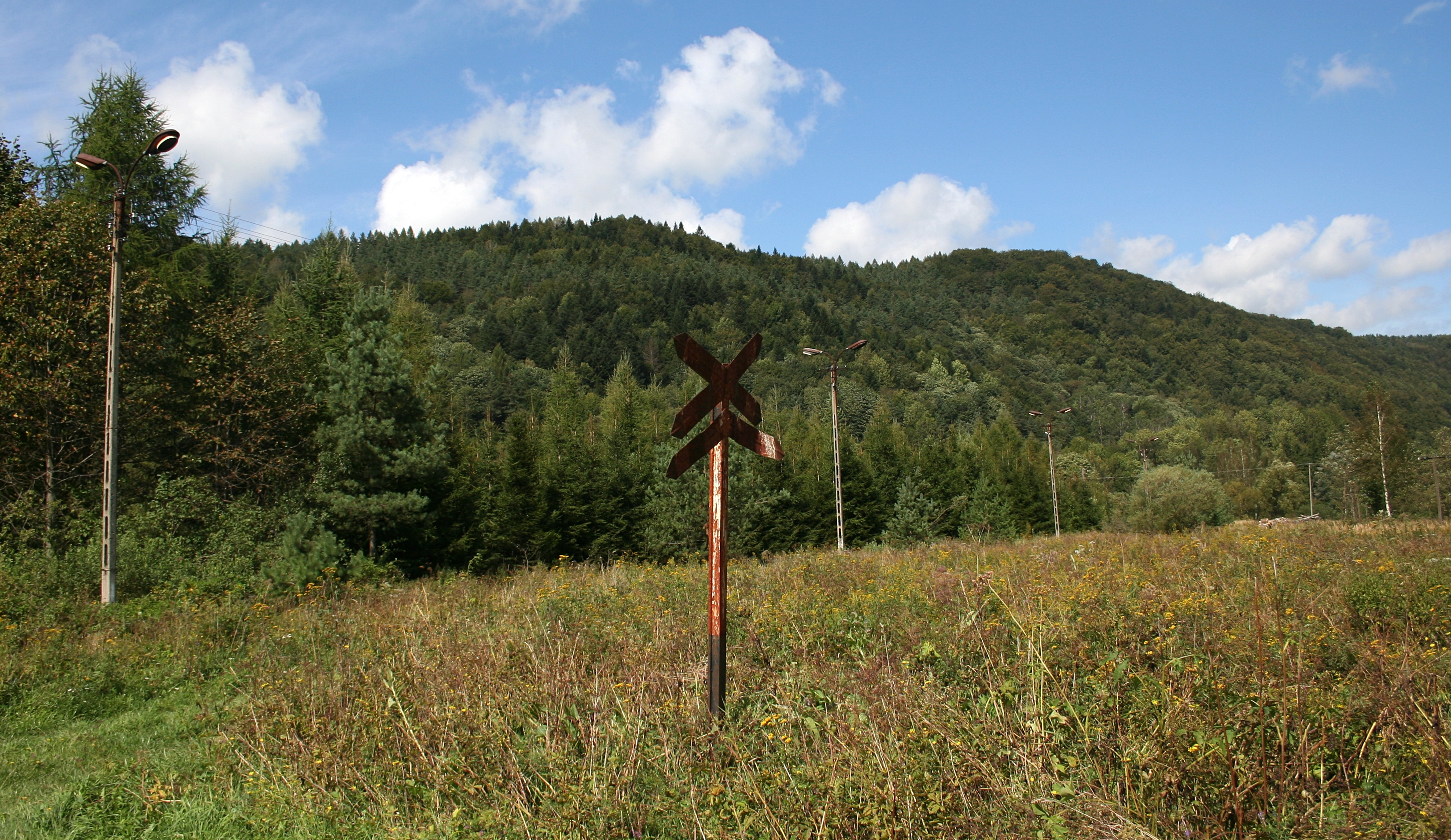
Nieczynna linia kolejowa
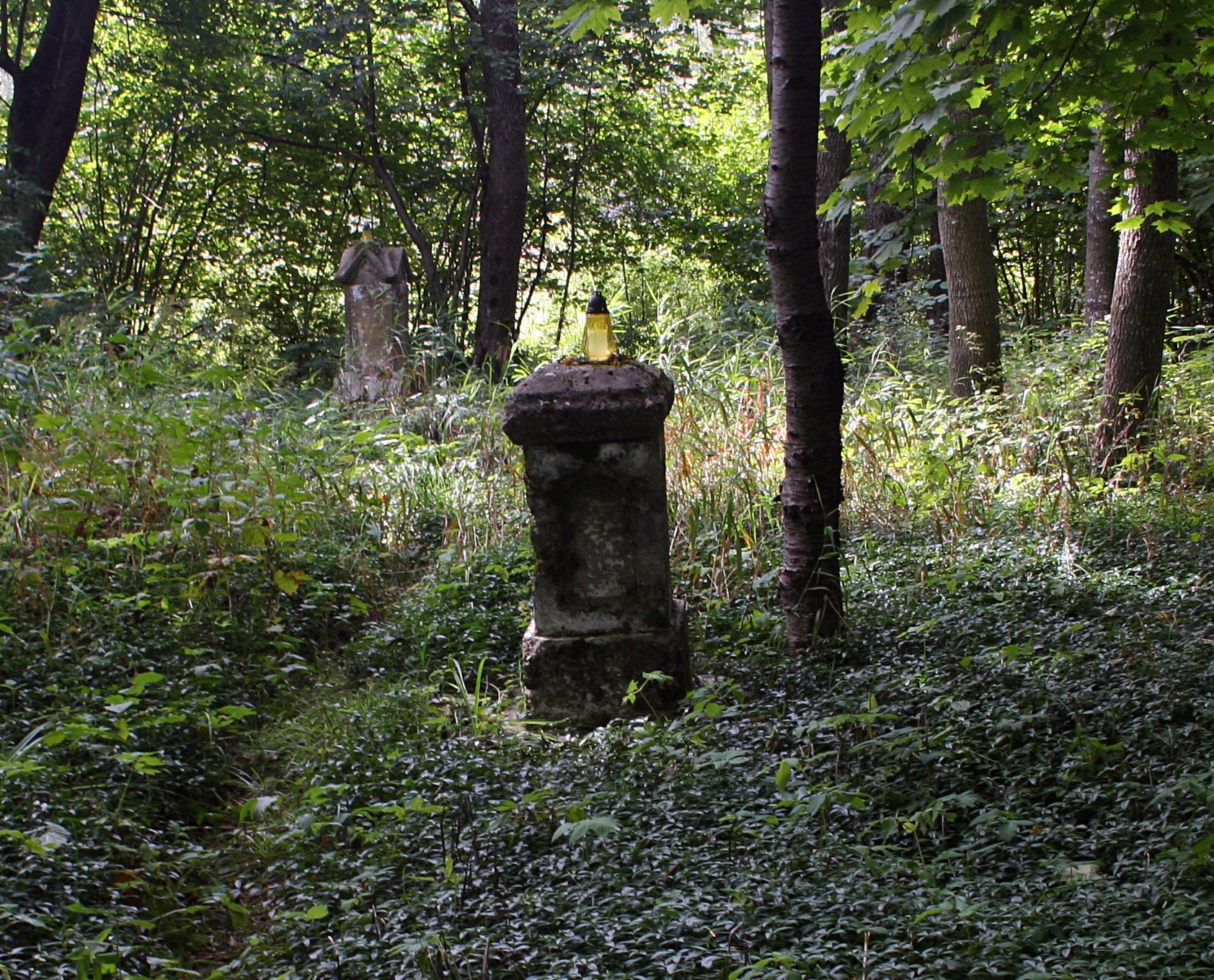
Pozostałości po cmentarzu
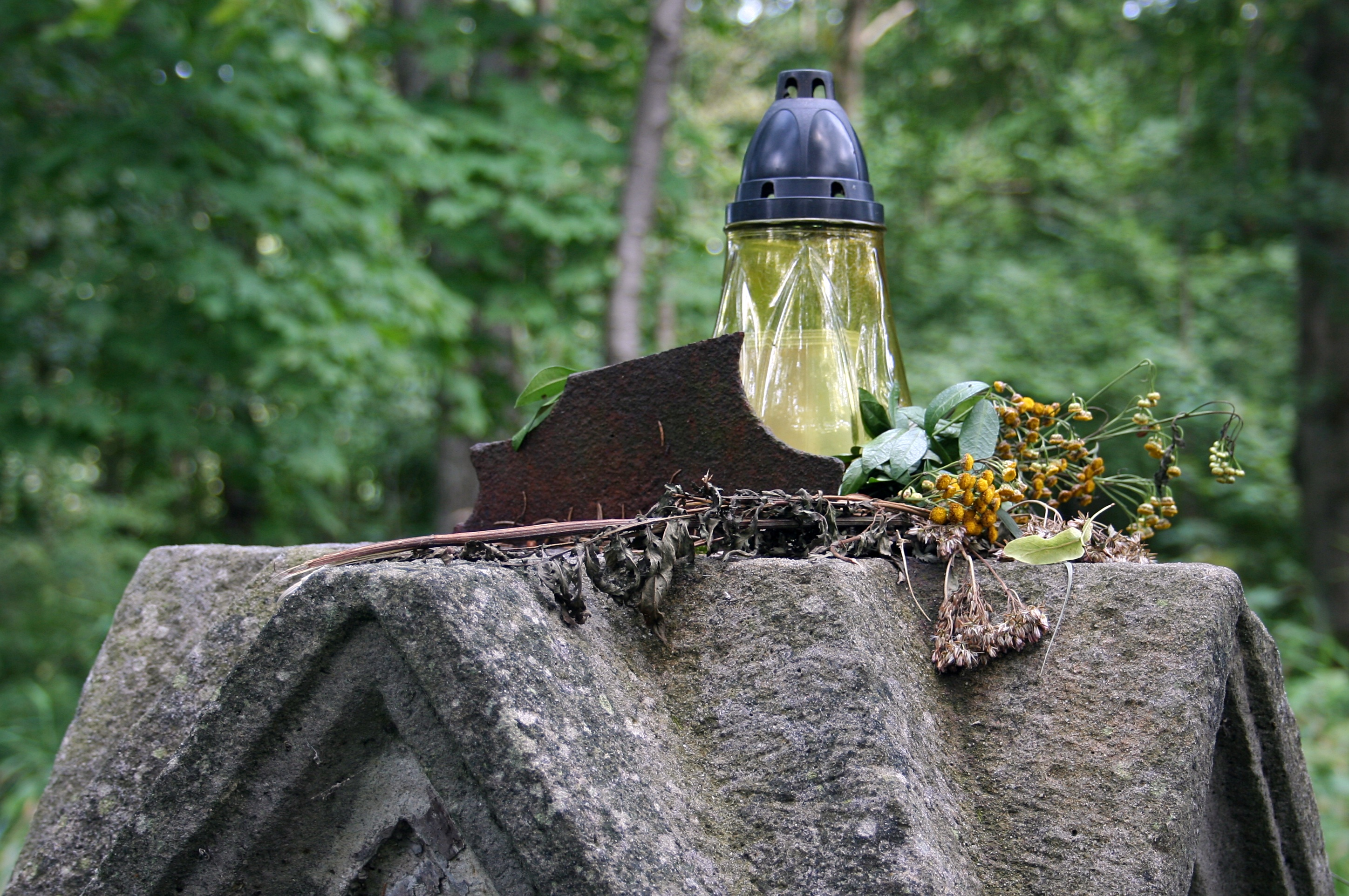
Fragment nagrobka